# Hans Steinacker

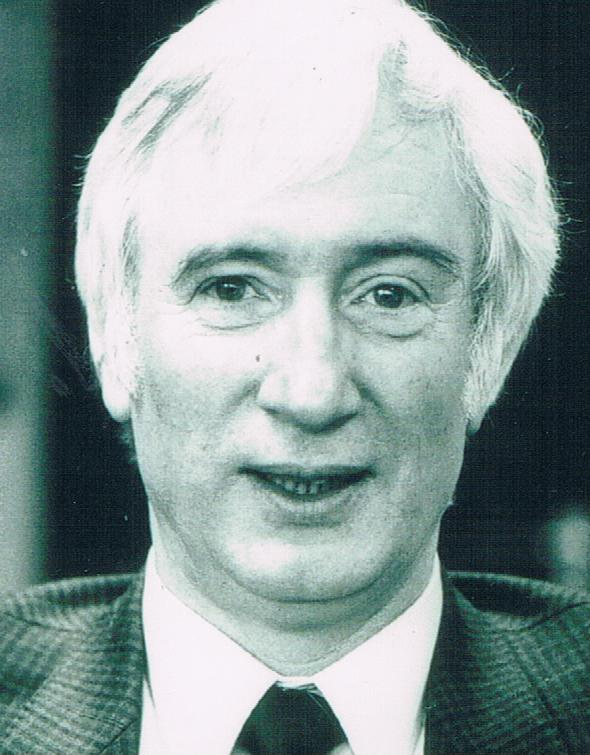
Hans Steinacker, 2010

Hans Steinacker (* 17. Februar 1932 in Gronau; † 15. August 2021 in Witten) war ein deutscher Publizist.

## Leben
Der seit seinem 6. Lebensjahr in Gelsenkirchen-Buer aufgewachsene Hans Steinacker machte zunächst eine Ausbildung zum Industriekaufmann und war in Exportabteilungen größerer Firmen tätig. Im Jahr 1962 gründete er mit anderen den gemeinnützigen Verein Bodenseehof in Friedrichshafen, dessen Vorsitzender er auch wurde. Der Verein betreibt ein internationales Jugendzentrum und ist der von Major W. Ian Thomas gegründeten Missionsgesellschaft Fackelträger International (auch: Fackelträger-Bewegung) angeschlossen. Als Geschäftsführer des CVJM Westbund Wuppertal und des verbandseigenen Aussaat Verlages begann seine publizistische Arbeit für Verlage mit christlicher Ausrichtung. Als Aussaat mit dem Schriftenmissions-Verlag Gladbeck fusionierte, wurde er auch dort alleiniger Geschäftsführer. Von 1981 bis 1994 leitete Steinacker den Brendow Verlag in Moers. Sein größter verlegerischer Erfolg war die deutsche Erstveröffentlichung der Kinderbuchreihe „Die Chroniken von Narnia“ von C.S.Lewis.
Seit 1994 war Steinacker als Verlagsberater und Publizist tätig. Er war freier Mitarbeiter u. a. beim Rheinischen Merkur, beim Börsenblatt für den Deutschen Buchhandel, beim Branchenmagazin BuchMarkt sowie beim Hörfunk. Außerdem arbeitete er als Buchautor und Herausgeber mit den Schwerpunktthemen Buchgeschichte, Spiritualität, Biografien, Reisen.
Von 1984 bis 2007 war Hans Steinacker Vorsitzender der Ernst Meyer-Maack Stiftung zur Förderung des Westfälischen Freilicht Museums technischer Kunstdenkmale in Hagen. In dieser Funktion gab er auch das jährliche Heimatbuch Hagen + Mark heraus. Er war u. a. Mitglied in der Eugen-Rosenstock-Huessy-Gesellschaft, der Deutschen Dostojewski-Gesellschaft und Vorstandsmitglied der Inklings Gesellschaft für Literatur und Ästhetik. Anlässlich seines 80. Geburtstages erhielt Steinacker 2012 von der Diakonie deren höchste Auszeichnung, das Kronenkreuz in Gold.
Hans Steinacker lebte seit 1964 in Witten.

## Bücher
Monografien
- Bücher bringen Botschaft. Aspekte christlicher Literaturarbeit. Moers: Brendow 1981, ISBN 3-87067-153-X.
- Gott, wenn es Dich gibt… 16 Wendepunkte von Zeugen des Jahrhunderts. Moers: Brendow 1987, ISBN 3-87067-313-3.
- Rose und Dynamit. Über die Bedeutung und Verbreitung christlicher Literatur. Moers: Brendow; Bielefeld: Missionsverlag 1993. 2., überarbeitete Auflage von „Bücher bringen Botschaft“, ISBN 3-87067-527-6.
- Gott ist mir auf den Fersen. 18 Wendepunkte von Zeuginnen und Zeugen des 20. Jahrhunderts. Lahr: Verlag der Liebenzeller Mission 1996. 2. erweiterte Auflage von „Gott, wenn es Dich gibt…“, ISBN 3-88002-612-2.
- Preiset Jerusalem. 3000 Jahre Davidsstadt. Lahr: Johannis 1996, ISBN 3-87067-313-3.
- Johann Hinrich Wichern. Ein Menschenfischer aus Passion. Neuhausen; Stuttgart: Hänssler 1998, ISBN 3-7751-2834-4.
- C.S. Lewis. Leben und Werke. Holzgerlingen: Hänssler 1999, ISBN 3-7751-3307-0.
- Es macht Löcher in mein Herz. Bedeutung und Verbreitung christlicher Literatur. Holzgerlingen: Hänssler 2000. 2. bearbeitete Auflage von „Rose und Dynamit.“, ISBN 3-7751-3613-4.
- Athos. Weisheit aus der Stille. Gießen, Basel: Brunnen 2002, ISBN 3-7655-6373-0.
- Meine Bibel. Eine Liebesgeschichte. Mein Leben mit dem Buch der Bücher. Vorwort Ulrich Parzany. Holzgerlingen: Hänssler 2002, ISBN 3-7751-3651-7.
- Möge der Weg sich vor dir öffnen. Irland mit Herz und Füßen erleben. Wesel: Kawohl 2004, ISBN 3-88087-561-8.
- Vom Glück des Lesens. Mit 50 Buchempfehlungen. Moers: Brendow 2006, ISBN 3-86506-111-7.
- Assisi. Franziskus heute begegnen. Moers: Brendow; Paderborn: Bonifatius 2008, ISBN 3-89710-414-8.

Anthologien (Auswahl)
- Wendepunkte. Zeugnisse von Zeitgenossen. Moers: Brendow, 1984, 1985, 1986 (3 Auflagen), ISBN 3-87067-220-X.
- Die Hintertür von Bethlehem. Das andere Weihnachtsbuch. Moers: Brendow 1991, ISBN 3-87067-447-4.
- Wenn Gott im Leben Weichen stellt. 26 Bekehrungen. Moers: Brendow 1994 und 1997, ISBN 3-87067-558-6.
- Die Hintertür von Bethlehem. 2. veränd. Auflage. Lahr: Verlag der Liebenzeller Mission 1997, ISBN 3-88002-643-2.
- Fundsachen. Ein kleines Sammelsurium aus dem Reich Gottes. Metzingen/Württ.: Franz 1998, ISBN 3-7722-0320-5.
- Aus dem Himmel ohne Grenzen. Weihnachten in aller Welt. Lahr: Verlag der Liebenzeller Mission 2000, ISBN 3-88002-686-6.
- Meine Geschichte mit Gott. 30 Erlebnisse. Holzgerlingen: Hänssler 2000 und 2001, ISBN 3-7751-3489-1.
- Noch mehr Geschichten mit Gott. 12 Erlebnisse. Holzgerlingen: Hänssler 2001, ISBN 3-7751-3703-3.
- Denn eine neue Zeit beginnt. Das Lesebuch für Advent, Weihnachten und Neujahr. Wuppertal: R. Brockhaus 2003, ISBN 3-417-24745-4.
- Licht bricht sich in vielen Farben. Geistliche Erfahrungen aus zwei Jahrtausenden von Augustin bis Mutter Teresa. Gießen: Brunnen, ISBN 3-7655-1832-8.

## Aufsätze (Auswahl)
- Ganoven, Gott und Grüne Männchen: Nachwort zur Perelandra-Trilogie (Band 1). Moers: Brendow 2005
- Wortkapriolen aus dem Heiligen Geist. Kurt Marti zum 80. Geburtstag. Zeichen der Zeit 1/2001
- Gott wirkt auch im Roman. Religiöse Thematik in Belletristik und Sachbuch. Rheinischer Merkur 6/2001
- Lesen macht selig. Dokumentation des Literatur-Forums Frankfurter Buchmesse des „Rheinischen Merkur“ mit Dr. Manfred Lütz und Hans Steinacker. Rheinischer Merkur vom 15. Dezember 2000.
- Lebenswasser im Tropenwald. John Grisham und sein Bestseller „Das Testament“. Rheinischer Merkur vom 11. August 2000
- In der Allgegenwart der Hölle. Zum 100. Geburtstag von Julien Green. Die Zeichen der Zeit 9/2000
- Die schöne Sünde. Warum Protestanten ein gebrochenes Verhältnis zur Belletristik haben. Rheinischer Merkur 42/2000
- Rausch am Roulettetisch. Die Wiederentdeckung von Dostojewski. Rheinischer Merkur 17/2000
- Königinnen müssen ihren Preis zahlen. Interview mit der Dostojewski-Übersetzerin Swetlana Geier. Rheinischer Merkur 17/2000
- Das Genie im Gulag. Priester und Wissenschaftler Pawel Florenski. MUT 6/2000
- Der Lebensroman einer angefochtenen Gottesliebe. Zum 50. Todestag des ökumenischen Grenzgängers Joseph Wittig. MUT 8/1999
- Ein viktorianischer Visionär. Zum 175. Geburtstag des schottischen Schriftstellers George MacDonald. Schritte Juli/August 1999
- Skurriler Kauz Gottes. G. K. Chesterton zum 125. Geburtstag. MUT 5/1999
- Beginn einer Schicksalsreise. Bekehrungen in der Literatur. MUT 1/1999
- Manfred Hausmann. Dokumentation Pressedienst S. Fischer Verlag 1998
- Der liebenswerte Bücherwurm aus Oxford (C. S. Lewis). Stimmen der Zeit 9/1998
- Pubs, Professoren und Poeten. Der Oxforder Literaturclub der Inklings. dran 3/1998
- Des Pfarrers Lust an Sündenfällen. Ulrich Knellwolf und die Faszination der Bösen. Börsenblatt für den Deutschen Buchhandel 19/1998
- Der Bücherwurm aus Belfast. Zum 100. Geburtstag von C.S: Lewis. Börsenblatt für den Deutschen Buchhandel 19/1998
- Zwischen Byzanz und Futurismus. Pawel Florensk. Der russische Leonardo Stimmen der Zeit 7/1997
- Suchthafter Griff am Montag. 50 Jahre Nachrichtenmagazin „Der Spiegel“. PRO 3/1997
- Mitleser im Dienst der Staatsgewalt. Anschwärzer von frommen Büchern in der ehemaligen DDR. Deutsche Tagespost vom 22. Februar 1997
- Der „ohnmaßgebliche Vorschlag“ des Freiherrn Karl Hildebrand oder: Wie es vor 300 Jahren zur Gründung der ersten Bibelgesellschaft kam. Börsenblatt des Deutschen Buchhandels 25/1994
- Von der Höllenfahrt der Selbsterkenntnis zum Aufklärer über die Aufklärer (Georg Hamann). Börsenblatt des Deutschen Buchhandels 25/1994
- Literaturarbeit. Beitrag zum Evangelischen Lexikon für Theologie und Gemeinde (Band 2). Wuppertal und Zürich: R. Brockhaus 1993
- Peter Wimsey – Ein Lord braucht seinen Mord. Zum 100. Geburtstag von Dorothy L. Sayers. Stimmen der Zeit 6/1993
- Bunte Bilder führen zu Gott. Ein Plädoyer für die christliche Science Fiction- und Fantasy-Literatur. Rheinischer Merkur 40/1992
- Über 450 Jahre Biblia deutsch: Martin Luther. Börsenblatt für den Deutschen Buchhandel 20/1992
- Zwischen Verdampfung des Glaubens und Verengung des Marktes. Ein Verleger über das christliche Buch an der Schwelle des neuen Jahrtausends. Zwischenbilanz. Festschrift zum 65. Geburtstag von Fritz Laubach. Stuttgart: Deutsche Evangelische Allianz 1991
- Bücher bringen Botschaft (Interview). Börsenblatt für  den Deutschen Buchhandel.  23/1988

## Fernsehen
- Wert(h)e Gäste. Jürgen Werth im Gespräch mit Hans Steinacker. Bibel TV (ERF), 8. September 2008

## Bühne
- Freche Reden vor Gott. Besinnlich kabarettistische Programme mit Chansons und Texten. Evangelischer Kirchentag Frankfurt/Main und Ökumenischer Kirchentag Berlin 2003
- Tranquilidad. Eine Lesung einfühlender Texte durch Hans Steinacker, musikalisch begleitet von Luis Maeso, Sina Benner und Alexandra Hoos. (Bisher drei Programme)

## Auszeichnungen
- 1997: Alfred-Müller-Felsenburg-Preis für aufrechte Literatur